# Дяченко Анатолій Гнатович
Дяченко Анатолій Гнатович (рос. Дьяченко Анатолий Игнатьевич; 20 листопада 1914, Богодухів — 31 травня 1986, Миколаїв) — учасник антинацистського руху опору в Україні та Югославії в роки Другої світової війни. Командир 2-го батальйону 18-ї Словенської ударної Базовицької бригади (словен. 18. udarna narodnoosvobodilna brigada «Bazoviška») 30-ї дивізії 9-го корпусу, Першої радянської ударної бригади (1-ша «руська» бригада, словен. 1. ruska brigada) Народно-визвольної армії Югославії (НВАЮ).

## Біографія
Народився у місті Богодухів Харківської області, українець. У 1936 році закінчив Слов'янський залізничний технікум. Цього ж року був призваний на строкову військову службу, яку проходив як матрос-підводник Тихоокеанського флоту. У 1940 році був знятий із військового обліку за станом здоров'я. Працював у Краснокутському районі Харківської області.

## Роки війни
Невдовзі після вторгнення Німеччини на терени СРСР, у липні 1941 року добровольцем вступив до партизанського загону, яким командував Сергій Іванович Соболь. Дяченко був командиром диверсійної групи, яка діяла на території України й Білорусі. Під час однієї з акцій був поранений, лікувався у місцевих селян. Улітку 1943 року арештований під час облави. Етапований на північ Італії, де працював у робочій команді.
Перебуваючи в районі міста Верона, Дяченко з товаришами тричі намагався втекти з табору в гори. Зрештою, у липні 1943 року в складі групи, до якої також входили Т. М. Юрченко та М. П. Макаєв, задум вдалося реалізувати. Понад півтора місяця вони блукали в пошуках італійських партизанів і лише на початку вересня в околицях Тарченто зустріли невеликий партизанський загін.
За допомогою італійських товаришів група Анатолія Дяченка переправилася через кордон і прибула в район словенського містечка Кобарід, де вступила до складу нещодавно сформованої 2-ї Сочської бригади НВАЮ (2. soška brigada). Це з'єднання спершу підпорядковувалося оперативному штабу сочських бригад. З 10 жовтня увійшло до складу новоствореної Горішської дивізії (з 17 жовтня 1943 року дивізія отримала номер 27, пізніше — 30). 17 жовтня 1943 року 2-га Сочська бригада перейменована у 18-ту Словенську бригаду. Разом із 30-ю Словенською дивізією бригада входила в структуру 9-го корпусу НВАЮ.
В лавах бригади А. Г. Дяченко воював у Словенії командиром відповідно радянського відділення, роти, батальйону. Із січня 1945 року став заступником командира 18-ї Словенської ударної Базовицької бригади. У квітні 1945 року йому присвоїли звання майора Югославської армії. На початку травня 1945 року очолив сформовану у селі Шемпас 1-шу Радянську ударну бригаду.
Нагороджений двома югославськими орденами «За хоробрість», орденом Братства та єдності зі срібним вінком, орденом Партизанської Зірки II ступеня, медаллю «За хоробрість», а також радянським орденом Червоного Прапора.

## На чолі 2-го «руського» батальйону
Восени 1943 року чисельність радянських громадян у бригаді зросла до 80 осіб. Їх об'єднали й сформували «руську» (російську) роту. «Руськими» в Югославії за усталеною традицією під час Другої світової війни називали громадян СРСР і військові формування НВАЮ, що складалися повністю або частково з радянських громадян — представників багатьох національностей. Командиром нової роти був призначений А. Г. Дяченко. Історик В. Н. Козак писав:
«Жахи полону не зломили Дяченка … Вольовий і рішучий, Дяченко багато зробив, щоб підвищити боєздатність роти, залучити до неї нових бійців».
10 березня 1944 на базі цієї роти, склад якої значно поповнився, був сформований 2-й «руський» батальйон бригади на чолі з А. Г. Дяченком. Загалом під його командуванням було проведено 86 боїв із підрозділами військ гітлерівської коаліції та колабораціоністських формувань. Здійснено 54 напади на комунікації та опорні пункти противника. За час бойової діяльності як рота, так і батальйон неодноразово відмічалися в наказах командування за бойові заслуги. У звіті 9-го Словенського корпусу вказується, що радянські бійці у найскладніших ситуаціях тричі рятували весь корпус, за що отримували подяки від штабів 30-ї дивізії, 9-го корпусу і радянської воєнної місії. За особливі заслуги 2-й батальйон бригади був поданий до нагородження орденом Партизанської Зірки ІІІ ступеня.

## Після війни
По закінченні війни А. Г. Дяченко жив у місті Миколаєві. У 1957 році він побував у Словенії, відвідав могилу героя-розвідника Мехті Гусейнзаде, зустрівся зі своїми бойовими товаришами, був прийнятий Президентом Югославії Йосипом Брозом Тіто.